# Josef Helm
 Josef Helm  (* 16. Jänner 1884 in Hohenzell, Oberösterreich; † 13. August 1965 ebenda) war ein österreichischer Bauer und Politiker.

## Leben
Josef Helm übernahm 1912 den väterlichen Hof und heiratete 1913. Der Ehe entsprossen sechs Kinder. Im Jahre 1921 wurde er in den Gemeinderat von Hohenzell gewählt und war von 1924 bis 1938 Bürgermeister dieser Gemeinde. Rege tätig war er im Bauernbund (1934–1938 und 1945–1949 Bezirksobmann, 1931–1936 Obmannstellvertreter im Landesvorstand), daneben war er Mitglied der Oberösterreichischen Raiffeisen-Zentralkasse und hatte führende Positionen im landwirtschaftlichen Genossenschaftswesen. 
Für die Christlichsoziale Partei bzw. für die ÖVP gehörte Helm in der Zeit von 1931 bis 1938 und wiederum von 1945 bis 1949 dem Landtag an, wobei er sich besonders als Obmann des Schulausschusses bewährte. Für seine Verdienste wurde ihm 1936 der Berufstitel Ökonomierat verliehen, außerdem war er Ehrenbürger von Hohenzell.